# Avery Williamson
Avery Williamson (Cleveland, 8 marzo 1993) è un giocatore di football americano statunitense che milita nel ruolo di linebacker per i Pittsburgh Steelers della National Football League (NFL). Fu scelto nel corso del quinto giro (151º assoluto) del Draft NFL 2014 dai Tennessee Titans. Al college giocò a football all'Università del Kentucky.

## Carriera

### Tennessee Titans
Williamson fu scelto nel corso del quinto giro del Draft 2014 dai Tennessee Titans. Debuttò come professionista subentrando nella vittoria della settimana 1 contro i Kansas City Chiefs. La sua prima stagione si chiuse disputando tutte le 16 partite, di cui 12 come titolare, mettendo a segno 79 tackle e 3 sack.

### New York Jets
Il 13 marzo 2018 Williamson firmò con i New York Jets.

### Pittsburgh Steelers
Il 1º novembre 2020, Williamson fu scambiato con i Pittsburgh Steelers assieme a una scelta del settimo giro del 2022 per la scelta del quinto giro degli Steelers nel 2022.